# Jiří Zástěra
Jiří Zástěra (9. listopadu 1913 Skuteč – 15. srpna 1983 Holice) byl český fotbalista, československý reprezentant.

## Sportovní kariéra
Jde o dvojnásobného mistra Československa z let 1946 a 1948, oba tituly získal se Spartou Praha. Krom toho získal jeden titul v protektorátní lize (1944), taktéž se Spartou. S fotbalem začínal v rodné Skutči, odkud zamířil do Vysokého Mýta, kde vykonával vojenskou službu. Poté přestoupil do AFK Pardubice, odkud se v roce 1938 přesunul do prvoligového SK Pardubice. V roce 1942 posílil pražskou Spartu, po šesti letech pak vypomohl ATK Praha v baráži o postup do 1. ligy. Na sklonku kariéry se objevoval na trávníku jako hrající trenér Jiskry Holice. Hrával na levé straně obrany.
Za československou reprezentaci odehrál v letech 1946–1948 tři utkání.
| Zápas            | Výsledek | Datum      | Místo konání                      | Minuty | Góly | Typ utkání      |                                                  |
| ---------------- | -------- | ---------- | --------------------------------- | ------ | ---- | --------------- | ------------------------------------------------ |
| ČSR – Jugoslávie | 0 – 2    | 09.05.1946 | Praha, Stadion AC Sparta          | 90     | 0    | přátelské       | odkaz Archivováno 6. 3. 2016 na Wayback Machine. |
| ČSR – Švýcarsko  | 3 – 2    | 14.09.1946 | Praha, Stadion AC Sparta          | 90     | 0    | přátelské       | odkaz                                            |
| Polsko – ČSR     | 3 – 1    | 18.04.1948 | Varšava, Stadion Wojska Polskiego | 90     | 0    | Balk.-Středoevr | odkaz                                            |

## Trenérská kariéra
V letech 1959 až 1962 byl trenérem Spartaku Hradec Králové a v sezóně 1959/1960 se svými svěřenci získal doposud jediný titul mistra ligy pro hradecký fotbal. V nejvyšší soutěži ale trénoval také ATK Praha (1948–1951) a Duklu Pardubice (1957–1959), řadu let strávil i na lavičce Jiskry Holice a VCHZ Pardubice.

## Zajímavosti
V roce 2003 byla po Jiřím Zástěrovi pojmenována ulice v Holicích.